# Kyjov (nádraží)
Kyjov je železniční stanice v západní části města Kyjov v okrese Hodonín v Jihomoravském kraji nedaleko řeky Kyjovky. Leží na neelektrizované dvoukolejné trati Brno - Veselí nad Moravou (trať 257 z Mutěnic byla roku 2012 snesena). Nedaleko stanice se nachází také městské autobusové nádraží. V Kyjově se dále nachází železniční zastávka Kyjov zastávka.

## Historie
Stanice byla otevřena 20. dubna 1884 při stavbě železnice z Moravského Písku, kudy procházela trať podél řeky Moravy spojující Vídeň a Dolní Slezsko, budované a provozovaná firmou Oskar baron Lazarini z Grazu, původně jako koncová stanice podle typizovaného stavebního vzoru.[zdroj?] Vznikla zde též lokomotivní vodárna. 1. června 1887 otevřena  Rakouskou společností státní dráhy (StEG) svou trať v úseku z Brna, přičemž převzala i Lazariniho trať. Jednalo se o část takzvané Českomoravské transverzální dráhy (BMTB) propojující již existující železnice v ose od západních Čech po Trenčianskou Teplou. Projekt byl završen 28. října 1888 prodloužením Vlárské dráhy směrem na Slovensko.
Roku 1900 byla do Kyjova přivedena tzv. Mutěnická dráha Brněnské společnosti místních drah (BLEG), která zde vystavěla své vlastní nádraží. Umožňovala bezúvraťové spojení s Hodonínem a také železniční spojení s tratí Brno-Břeclav ve stanici Zaječí. Dopravu na trati z Mutěnic zajišťovala Severní dráha císaře Ferdinanda (KFNB), po jejím zestátnění pak Císařsko-královské státní dráhy (kkStB). Kvůli malé vytíženosti byl provoz roku 2004 zastaven a v roce 2012 byla trať přeměněna na cyklostezku.
Po zestátnění StEG v roce 1908 pak obsluhovala stanici jedna společnost, Císařsko-královské státní dráhy (kkStB), po roce 1918 pak správu přebraly Československé státní dráhy, trať z Mutěnic byla zestátněna až za první republiky.
Historii kyjovského nádraží a okolních regionálních tratí se věnuje blízké muzeum Stavědlo.

## Popis

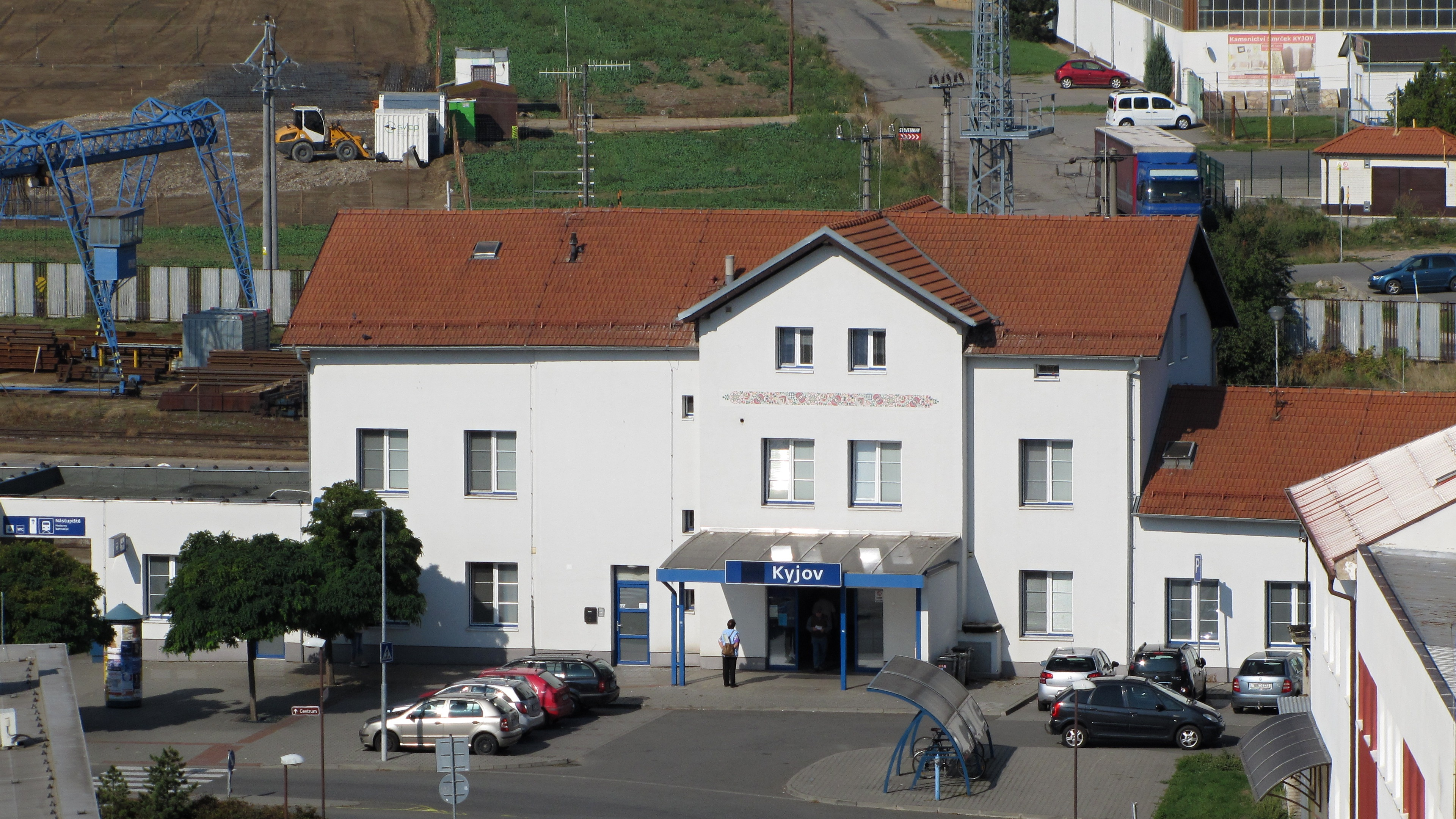
Pohled od východu

Stanice disponuje rozsáhlým kolejištěm a vychází z ní několik vleček. České dráhy v roce 2011 provedly rekonstrukci budovy železniční stanice a prostranství před ní za téměř 15 milionů korun. Nachází se zde jedno hranové a dvě poloostrovní nekrytá nástupiště a elektronickým informačním systémem pro cestující. K příchodu na poloostrovní nástupiště slouží přechody přes kolejiště. Dlouhodobě se počítá s rekonstrukcí a elektrifikací Vlárské dráhy.
Protože železniční stanice je od kyjovského autobusového nádraží vzdálena 1,2 km, Město Kyjov vedle ní v roce 2011 vybudovalo přestupní terminál Integrovaného dopravního systému Jihomoravského kraje se šesti zálivy pro autobusy a 53 parkovacích míst.
Na jaře roku 2022 Správa železnic plánovala zahájení modernizace nádraží a jeho okolí včetně železničního přejezdu na Komenského ulici za 1,6 miliardy korun. Nově vybudovaný bezbariérový podchod měl vést ke dvěma vnějším a jednomu ostrovnímu nástupišti. Po dokončení rekonstrukce a elektrizaci železniční trati v roce 2023 se měla cesta z Kyjova do Brna zkrátit asi o 10 minut.

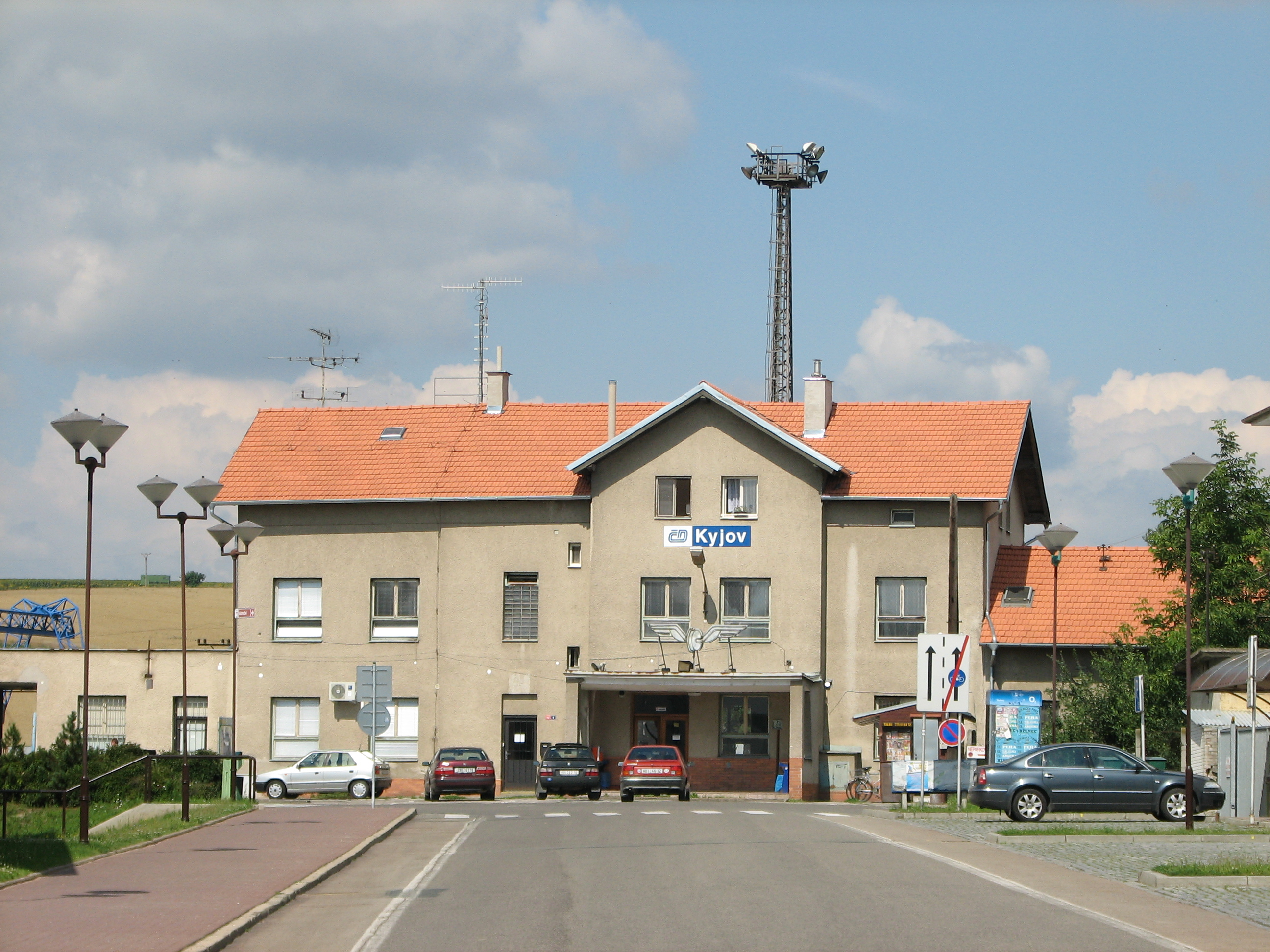
Budova stanice před rekonstrukcí (2008)
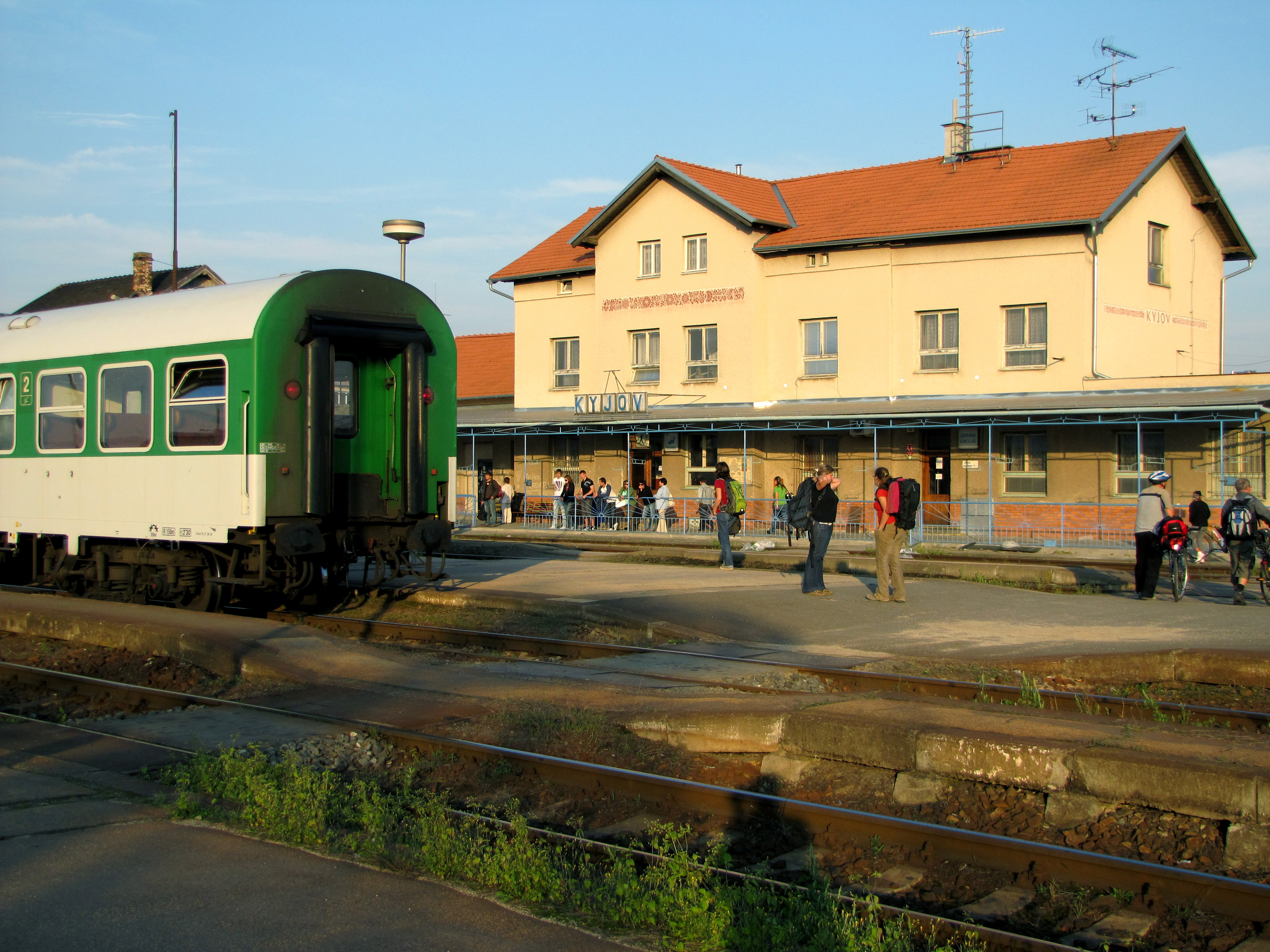
Budova stanice před rekonstrukcí (2010)
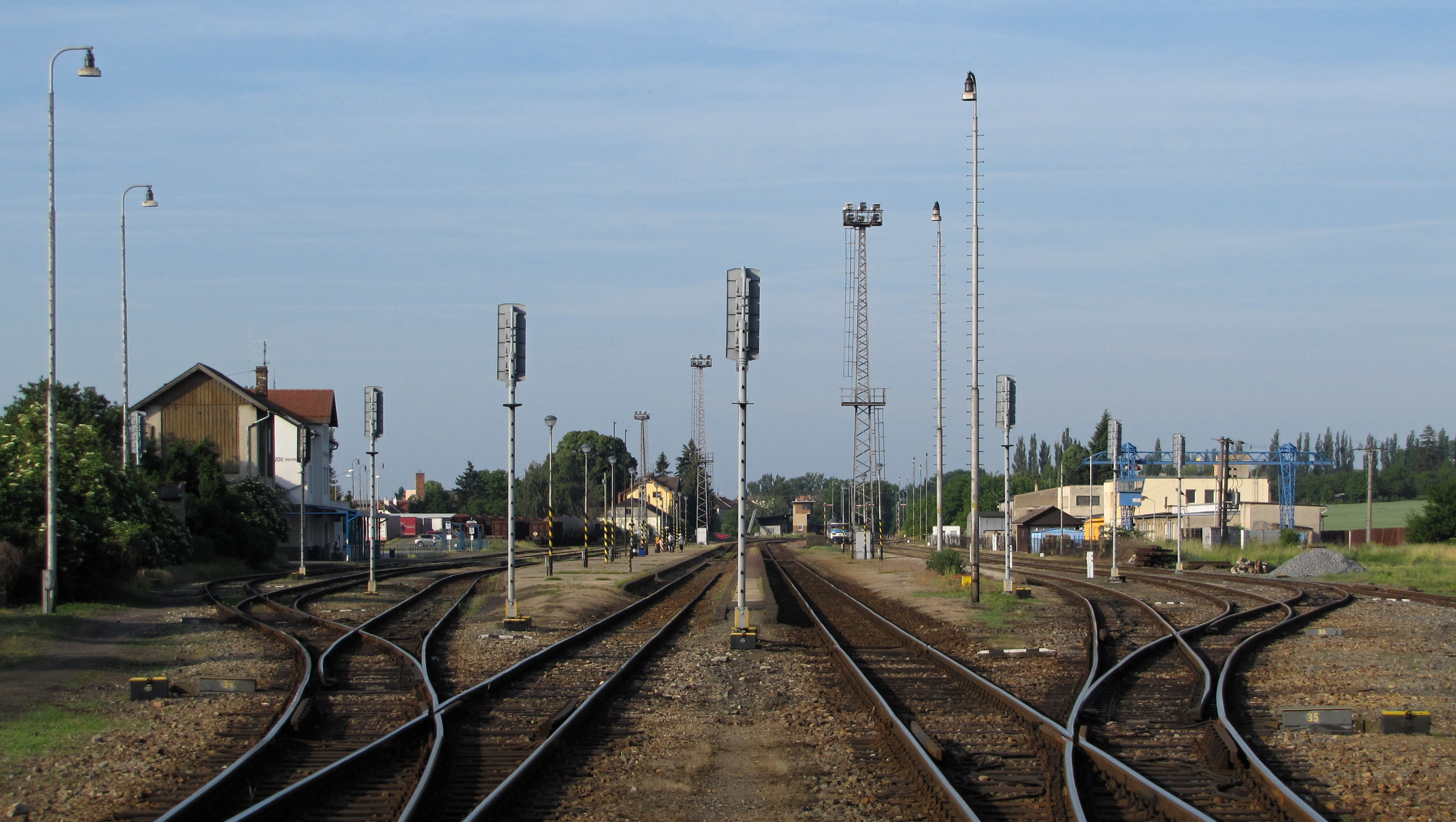
Kolejiště